# Prostylos
Prostylos – budowla w starożytnej Grecji pełniąca funkcję „domu bóstwa”, mieszcząca posąg będący przedmiotem kultu.
Prostylos posiada kolumnadę od strony frontowej przed pronaosem (przedsionkiem), zwykle cztery kolumny.

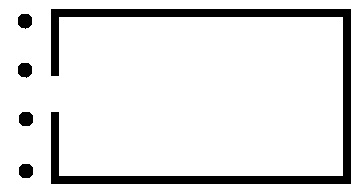
Postylos
Prostylos

Amfiprostylos posiada kolumnadę, złożoną np. z czterech kolumn w elewacjach frontowej i tylnej, np. świątynia Ateny Nike na Akropolu w Atenach.

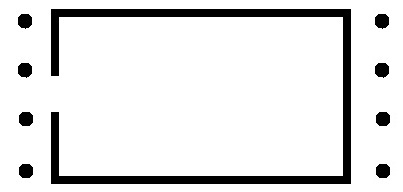
Amfiprostylos
Amfiprostylos
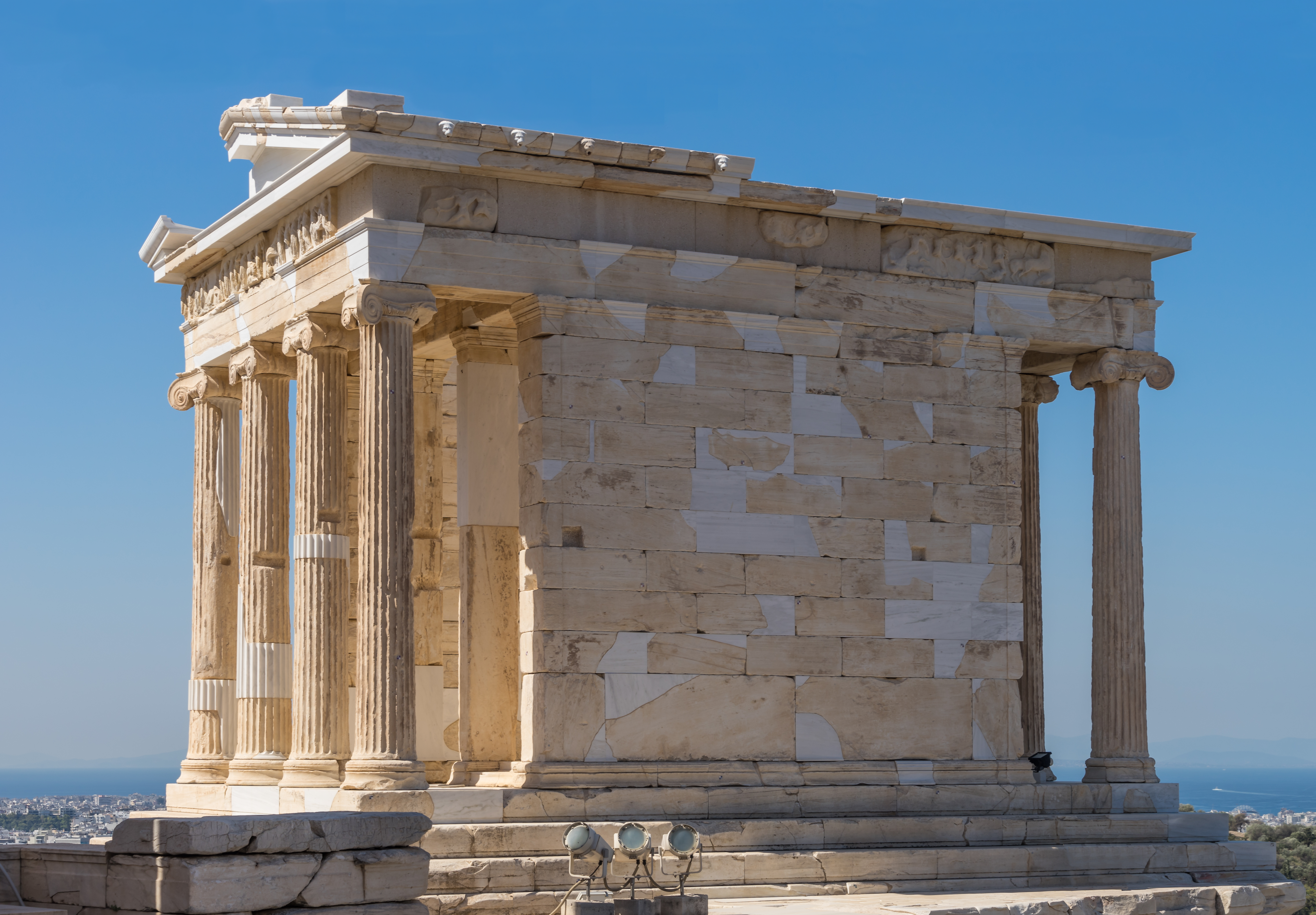
Amfiprostylos – Świątynia Ateny Nike

## Zobacz
- Świątynia grecka